# Salmenjärvi (sjö i Pieksämäki, Södra Savolax)
Salmenjärvi är en sjö i kommunen Pieksämäki i landskapet Södra Savolax i Finland. Sjön ligger 99 meter över havet. Den är 4,79 meter djup. Arean är 83 hektar och strandlinjen är 7,63 kilometer lång. Sjön  ingår i Vuoksens huvudavrinningsområde.   Den ligger omkring 48 kilometer norr om S:t Michel och omkring 250 kilometer nordöst om Helsingfors. 
I sjön finns ön Puralansaari. 